# PIEZO1
PIEZO1 (англ. Piezo type mechanosensitive ion channel component 1, від грецького "πίεση" (пієзі), що означає "тиск") – білок, який кодується однойменним геном , розташованим у людей на короткому плечі 16-ї хромосоми.  Довжина поліпептидного ланцюга білка становить 2 521 амінокислот, а молекулярна маса — 286 790. 
Кодований геном білок за функцією належить до механочутливих іонних каналів. 
, що під час активації пропускає (пасивним транспортом) через себе йони Na, K, Ca та Mg, з переважанням Ca. Локалізований у клітинній мембрані, ендоплазматичному ретикулумі, клітинних відростках.  

## Історія відкриття
В 2010-му році,  Coste з співавторами помітили, що нокдаун продуктів гену FAM38A та FAM38B призвів до втрати чутливості до механічних подразнень у клітин нейробластоми лінії N2A. Так був відкритий механочутливий йонний канал Piezo1 та Piezo2. 
FAM38A був знайдений в мембрані ендоплазматичного ретикулуму , однак таке розміщення білку не може свідчити про його механочутливість. Аби довести наявність цього білку в цитоплазматичній мембрані методом імуногістохімії одночасно зафарбували Piezo1 та TRPA1, про який відоме місце локалізації, та показали їх присутність на одному рівні .  

## Родина механочутливих йонних каналів Piezo
Нещодавно відкрита родина механочутливих йонних каналів Piezo налічує 2 механорецептори, Piezo1 та Piezo2, що були відокремлені через наявність специфічної послідовності - CED-домену, який збігається в 2-х членах родини на 54%.

## Будова білку
| 10         |  | 20         |  | 30         |  | 40         |  | 50         |
| ---------- |  | ---------- |  | ---------- |  | ---------- |  | ---------- |
| MEPHVLGAVL |  | YWLLLPCALL |  | AACLLRFSGL |  | SLVYLLFLLL |  | LPWFPGPTRC |
| GLQGHTGRLL |  | RALLGLSLLF |  | LVAHLALQIC |  | LHIVPRLDQL |  | LGPSCSRWET |
| LSRHIGVTRL |  | DLKDIPNAIR |  | LVAPDLGILV |  | VSSVCLGICG |  | RLARNTRQSP |
| HPRELDDDER |  | DVDASPTAGL |  | QEAATLAPTR |  | RSRLAARFRV |  | TAHWLLVAAG |
| RVLAVTLLAL |  | AGIAHPSALS |  | SVYLLLFLAL |  | CTWWACHFPI |  | STRGFSRLCV |
| AVGCFGAGHL |  | ICLYCYQMPL |  | AQALLPPAGI |  | WARVLGLKDF |  | VGPTNCSSPH |
| ALVLNTGLDW |  | PVYASPGVLL |  | LLCYATASLR |  | KLRAYRPSGQ |  | RKEAAKGYEA |
| RELELAELDQ |  | WPQERESDQH |  | VVPTAPDTEA |  | DNCIVHELTG |  | QSSVLRRPVR |
| PKRAEPREAS |  | PLHSLGHLIM |  | DQSYVCALIA |  | MMVWSITYHS |  | WLTFVLLLWA |
| CLIWTVRSRH |  | QLAMLCSPCI |  | LLYGMTLCCL |  | RYVWAMDLRP |  | ELPTTLGPVS |
| LRQLGLEHTR |  | YPCLDLGAML |  | LYTLTFWLLL |  | RQFVKEKLLK |  | WAESPAALTE |
| VTVADTEPTR |  | TQTLLQSLGE |  | LVKGVYAKYW |  | IYVCAGMFIV |  | VSFAGRLVVY |
| KIVYMFLFLL |  | CLTLFQVYYS |  | LWRKLLKAFW |  | WLVVAYTMLV |  | LIAVYTFQFQ |
| DFPAYWRNLT |  | GFTDEQLGDL |  | GLEQFSVSEL |  | FSSILVPGFF |  | LLACILQLHY |
| FHRPFMQLTD |  | MEHVSLPGTR |  | LPRWAHRQDA |  | VSGTPLLREE |  | QQEHQQQQQE |
| EEEEEEDSRD |  | EGLGVATPHQ |  | ATQVPEGAAK |  | WGLVAERLLE |  | LAAGFSDVLS |
| RVQVFLRRLL |  | ELHVFKLVAL |  | YTVWVALKEV |  | SVMNLLLVVL |  | WAFALPYPRF |
| RPMASCLSTV |  | WTCVIIVCKM |  | LYQLKVVNPQ |  | EYSSNCTEPF |  | PNSTNLLPTE |
| ISQSLLYRGP |  | VDPANWFGVR |  | KGFPNLGYIQ |  | NHLQVLLLLV |  | FEAIVYRRQE |
| HYRRQHQLAP |  | LPAQAVFASG |  | TRQQLDQDLL |  | GCLKYFINFF |  | FYKFGLEICF |
| LMAVNVIGQR |  | MNFLVTLHGC |  | WLVAILTRRH |  | RQAIARLWPN |  | YCLFLALFLL |
| YQYLLCLGMP |  | PALCIDYPWR |  | WSRAVPMNSA |  | LIKWLYLPDF |  | FRAPNSTNLI |
| SDFLLLLCAS |  | QQWQVFSAER |  | TEEWQRMAGV |  | NTDRLEPLRG |  | EPNPVPNFIH |
| CRSYLDMLKV |  | AVFRYLFWLV |  | LVVVFVTGAT |  | RISIFGLGYL |  | LACFYLLLFG |
| TALLQRDTRA |  | RLVLWDCLIL |  | YNVTVIISKN |  | MLSLLACVFV |  | EQMQTGFCWV |
| IQLFSLVCTV |  | KGYYDPKEMM |  | DRDQDCLLPV |  | EEAGIIWDSV |  | CFFFLLLQRR |
| VFLSHYYLHV |  | RADLQATALL |  | ASRGFALYNA |  | ANLKSIDFHR |  | RIEEKSLAQL |
| KRQMERIRAK |  | QEKHRQGRVD |  | RSRPQDTLGP |  | KDPGLEPGPD |  | SPGGSSPPRR |
| QWWRPWLDHA |  | TVIHSGDYFL |  | FESDSEEEEE |  | AVPEDPRPSA |  | QSAFQLAYQA |
| WVTNAQAVLR |  | RRQQEQEQAR |  | QEQAGQLPTG |  | GGPSQEVEPA |  | EGPEEAAAGR |
| SHVVQRVLST |  | AQFLWMLGQA |  | LVDELTRWLQ |  | EFTRHHGTMS |  | DVLRAERYLL |
| TQELLQGGEV |  | HRGVLDQLYT |  | SQAEATLPGP |  | TEAPNAPSTV |  | SSGLGAEEPL |
| SSMTDDMGSP |  | LSTGYHTRSG |  | SEEAVTDPGE |  | REAGASLYQG |  | LMRTASELLL |
| DRRLRIPELE |  | EAELFAEGQG |  | RALRLLRAVY |  | QCVAAHSELL |  | CYFIIILNHM |
| VTASAGSLVL |  | PVLVFLWAML |  | SIPRPSKRFW |  | MTAIVFTEIA |  | VVVKYLFQFG |
| FFPWNSHVVL |  | RRYENKPYFP |  | PRILGLEKTD |  | GYIKYDLVQL |  | MALFFHRSQL |
| LCYGLWDHEE |  | DSPSKEHDKS |  | GEEEQGAEEG |  | PGVPAATTED |  | HIQVEARVGP |
| TDGTPEPQVE |  | LRPRDTRRIS |  | LRFRRRKKEG |  | PARKGAAAIE |  | AEDREEEEGE |
| EEKEAPTGRE |  | KRPSRSGGRV |  | RAAGRRLQGF |  | CLSLAQGTYR |  | PLRRFFHDIL |
| HTKYRAATDV |  | YALMFLADVV |  | DFIIIIFGFW |  | AFGKHSAATD |  | ITSSLSDDQV |
| PEAFLVMLLI |  | QFSTMVVDRA |  | LYLRKTVLGK |  | LAFQVALVLA |  | IHLWMFFILP |
| AVTERMFNQN |  | VVAQLWYFVK |  | CIYFALSAYQ |  | IRCGYPTRIL |  | GNFLTKKYNH |
| LNLFLFQGFR |  | LVPFLVELRA |  | VMDWVWTDTT |  | LSLSSWMCVE |  | DIYANIFIIK |
| CSRETEKKYP |  | QPKGQKKKKI |  | VKYGMGGLII |  | LFLIAIIWFP |  | LLFMSLVRSV |
| VGVVNQPIDV |  | TVTLKLGGYE |  | PLFTMSAQQP |  | SIIPFTAQAY |  | EELSRQFDPQ |
| PLAMQFISQY |  | SPEDIVTAQI |  | EGSSGALWRI |  | SPPSRAQMKR |  | ELYNGTADIT |
| LRFTWNFQRD |  | LAKGGTVEYA |  | NEKHMLALAP |  | NSTARRQLAS |  | LLEGTSDQSV |
| VIPNLFPKYI |  | RAPNGPEANP |  | VKQLQPNEEA |  | DYLGVRIQLR |  | REQGAGATGF |
| LEWWVIELQE |  | CRTDCNLLPM |  | VIFSDKVSPP |  | SLGFLAGYGI |  | MGLYVSIVLV |
| IGKFVRGFFS |  | EISHSIMFEE |  | LPCVDRILKL |  | CQDIFLVRET |  | RELELEEELY |
| AKLIFLYRSP |  | ETMIKWTREK |  | E          |  |            |  |            |

A: Аланін

C: Цистеїн

D: Аспарагінова кислота

E: Глутамінова кислота

F: Фенілаланін

G: Гліцин

H: Гістидин

I: Ізолейцин

K: Лізин

L: Лейцин

M: Метіонін

N: Аспарагін

P: Пролін

Q: Глутамін

R: Аргінін

S: Серин

T: Треонін

V: Валін

W: Триптофан

Piezo1 має 2535 амінокислот, позаклітинний домен - CED та 26 ТМ. Канал складається з 3-х мономерів з загальною масою в 1.2 МДа. Форма каналу нагадує "пропеллер" з трьома лопостями. Йонну пору закриває CED-домен, що розташований з 2210 по 2457 а.к., між двома останніми трансмембранними доменами. Він відповідає за закриту та відкриту конформацію каналу. Основу каналу формують 3 типи ТМ доменів: peripheral helix (PH), outer helix,(OH), inner helix (IH). Inner helix та outer helix формують йонну пору .
Ще однією специфічною частиною каналу є його "лопаті" - ділянки білку, що розташовані з ззовнішнього боку мембрани і виступають над поверхнею біліпідного шару. 
На сьогодні більшість дослідників Piezo1 вважають, що механочутливість відбувається безпосередньо завдяки "лопатям", що змінюють свою конформацію у випадку зміни положення мембрани . 

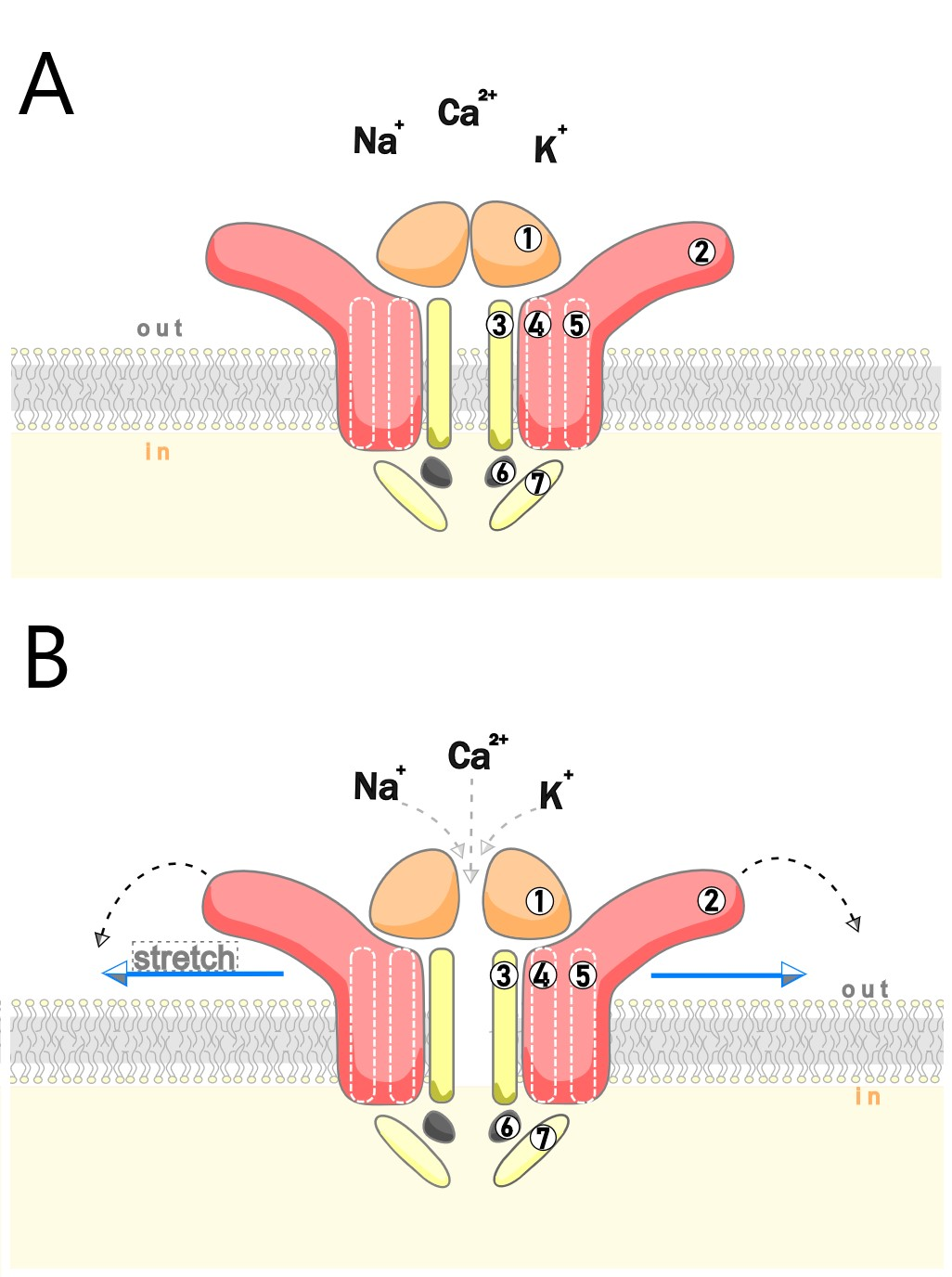
Будова Piezo1 каналу, закрита/відкрита форми: А - закрита форма, В - відкрита. 1 - CED домен (ковпачок); 2 - домен "лопаті"; 3 - внутрішня трансмембранна спіраль "ІН" (формує йонну пору); 4 - середня трансмембранна спіраль "ОН"; 5 - зовнішня трансмембранна спіраль "РН"; 6 - "якір"; 7 - "коромисло".

## Взаємодія з фармакологічними агентами
До Piezo1 активується у відповідь на прикладання Yoda1, який має агоністичні властивості до людського та мишиного каналу Piezo1. EC50 (для мишиного) - 17 μМоль/л, (для людського)- 26.6  μМоль/л . Відкривачі активатора дійшли висновку, що молекула стабілізує вікриту конформацію каналу, а не дестабілізує закриту.
Селективних блокаторів для каналу Piezo1 поки не відкрито. Робота каналу блокується рутенієвим червоним (Ruthenium red), йонами Гадолінію (Gd) , блокатором механочутливих йонних каналів - токсином GsMTx4 .

## Експресія Piezo1 каналу в організмі
Білок-канал знайдено в наступних тканинах організму 
- Мозок;
- Оптичний нерв;
- Клітини пародонтальної зв'язки;
- Легені;
- Ендотелій судин;
- Еритроцити;
- Хондроцити (в суглобах);
- Гладенькі міоцити;
- Уротелій.

## Роль Piezo1 під час ембріогенезу
Було показано в лабораторії професора David J Beech , що видалення Piezo1 призводить до порушення ембріогенезу аж до загибелі плоду не пізніше стадії Е.16.5. Лінії мишей Piezo-/- гинули через порушення формування судинної системи організму. Подальше дослідження показало, що ендотеліоцити в делетованих мишах розташовані хаотично і не формували організованих судин.
Розвиток нервової тканини також пов'язаний з Piezo1. Було показано, що на напрямок росту аксонів окрім концентрації NGF та ряду хемоатрактантів впливає щільність тканини, крізь яку він рухається. Блокування механочутливості в клітинах-попередниках нервових клітин сприяє зниженню темпів розвитку нервової системи .